# Haarlemmerliede en Spaarnwoude
Haarlemmerliede en Spaarnwoude este o comună în provincia Olanda de Nord, Țările de Jos. Comuna este numită după principalele localități: Haarlemmerliede și Spaarnwoude

## Localități componente
Haarlemmerliede, Halfweg, Penningsveer, Spaarndam, Spaarnwoude, Vinkebrug.